# Angharad Mason
Angharad Mason (Bridgend, 14 mei 1979) is een wielrenster uit het Verenigd Koninkrijk.
Mason reed voor Wales.
In 2010 nam Mason voor Wales deel aan de Gemenebestspelen bij de wegwedstrijd. Ze eindigde als 39e.
Mason studeerde aan de University of Salford, en werkt als fysiotherapeut.